# Mittelhochdeutsche Metrik
Als mittelhochdeutsche Metrik wird die von der mediävistischen Literaturwissenschaft rekonstruierte Metrik bezeichnet, d. h. die Strukturprinzipien von Vers und Versmaß in der mittelhochdeutschen Versdichtung in frühmittelhochdeutschen und hochmittelalterlichen Texten.

## Reimpaarvers
Eine Grundgröße der Metrik mittelhochdeutscher Literatur stellt das Versmaß der weit verbreiteten Reimpaarverse dar, in denen die überwiegende Zahl der mittelalterlichen deutschen volkssprachigen Erzählliteratur abgefasst ist, z. B. Wolframs Parzival, Gottfrieds Tristan, die Artusromane Hartmanns Erec und Iwein, aber auch dessen Legendenerzählungen Gregorius und Der arme Heinrich.
Der hier dargestellte Ansatz folgt im Wesentlichen der von Andreas Heusler für die Untersuchung der althochdeutschen und mittelhochdeutschen Dichtung entwickelten Taktmetrik.
Diese basiert auf der Annahme, dass im mittelhochdeutschen Reimpaar vier Hebungen und alternierendes Versmaß, also der regelmäßige Wechsel von Hebung und Senkung, angestrebt sind. Ein Vers besteht also aus vier Takten und gegebenenfalls einem einsilbigen oder auch mehrsilbigen Auftakt. Die Hebungen müssen so gesetzt werden, dass sie der natürlichen Betonung der Wörter nicht zuwiderlaufen, also keine Tonbeugungen entstehen.
Alle Silben, die auf einen Kurzvokal enden, sind metrisch kurz (hier ist eine Viertel- oder Achtelnote möglich), Bsp.: le- ben, vo- gel, alle anderen Silben (Endung auf Langvokal, Diphthong, Konsonant) gelten als metrisch lang (hier ist eine halbe oder eine Viertelnote möglich): slâ-fen, lie-ben, ster-ben. Bei zweisilbigen Wörtern mit intervokalischem –ch- (Bsp.: lachen, sachen) gilt die erste Silbe nicht als kurz und offen, sondern als geschlossen und somit lang, da /ch/ im Mhd für die Doppelkonsonanz /hh/ steht.

## Metrische Zeichen
Um die metrische Analyse darstellen zu können, wird ein Grundinventar an metrischen Zeichen benötigt.
| ×  | Mora (Einheit) (entspricht einer Viertelnote in der Musik) |
| ─  | Doppelmora (entspricht einer halben Note in der Musik)     |
| ◡  | halbe Mora (entspricht einer Achtelnote in der Musik)      |
| ^  | Viertelpause                                               |
| ́   | Haupthebung                                                |
| ̀   | Nebenhebung                                                |
| \| | Taktstrich                                                 |
| ‖  | Versende                                                   |

## Der Vers
Ein Vers gliedert sich in drei Teile: Auftakt, Versinneres und Kadenz.

### Auftakt
Als Auftakt bezeichnet man alle Silben vor der ersten Hebung eines Verses, er steht also vor dem ersten Taktstrich und kann ein- oder mehrsilbig sein. Ein Vers kann, muss aber nicht mit einem Auftakt beginnen.

### Versinneres
Mit der ersten Hebung beginnt das Versinnere, welches in Takte untergliedert wird. Jeder Takt beginnt mit einer Hebung, wobei die Silben in einem Takt zusammen niemals den Wert einer halben Note überschreiten dürfen. Vor der ersten Hebung wird ein Taktstrich gesetzt, der Versschluss wird stets durch zwei aufeinander folgende Längsstriche || markiert. Es gibt drei Arten der Taktfüllung.
Bei der zweisilbigen Taktfüllung wird der Takt durch eine Hebung und eine Senkung aufgefüllt.
Liegt eine einsilbige Taktfüllung vor, spricht man von einer beschwerten Hebung. Diese ist aber nur bei langen Silben möglich und tritt häufig bei sinntragenden Wörtern auf, um diese besonders hervorzuheben. Bei einem mehrsilbigen Wort wird die darauffolgende Silbe, sofern sie noch zu diesem Wort gehört, nach einer beschwerten Hebung mit einer Nebenhebung versehen. Gehört die darauffolgende Silbe nicht mehr zum selben Wort, so wird sie mit einer Haupthebung versehen. Dann spricht man von einem Hebungsprall.
Eine weitere Möglichkeit ist die der dreisilbige Taktfüllung, bei der es wiederum zwei Untergruppen gibt. Ist die erste betonte Silbe kurz, so wird die Hebung gespalten  |  ◡́ ◡ × | , ist die erste betonte Silbe jedoch lang, so kommt es zu einer Senkungsspaltung
 |  x́ ◡ ◡  | . Bevor man jedoch eine Hebung oder Senkung spaltet, sollte man überprüfen, ob nicht eine Silbenreduktion mithilfe von Aphärese oder Elision erreicht werden kann.

### Kadenz
Als Kadenz wird die Gegend nach der letzten Haupthebung bezeichnet, der sog. Versschluss. Beim Paarreim müssen die Kadenzen gleich sein. Eine Kadenz wird als „voll“ bezeichnet, wenn sie sich nur über den letzten Takt erstreckt. Eine Kadenz, die sich über die letzten beiden Takte erstreckt, wird als „klingend“ bezeichnet. Bei der stumpfen Kadenz wird der letzte Takt des Schemas sprachlich nicht realisiert (= vollständig pausiert). Eine Kadenz wird als „männlich“ bezeichnet, wenn sie pausiert ist. Ist sie unpausiert, spricht man von einer „weiblichen“ Kadenz. Für die metrische Analyse der Literatur der mhd. Blütezeit genügen i. d. R. sechs Kadenzen. Es ist durchaus sinnvoll, bei der Analyse von Reimpaaren mit der Festlegung der Kadenzen zu beginnen, da danach ersichtlich ist, wie viele Hebungen noch auf den übrigen Vers zu vergeben sind.
Einsilbig männlich volle Kadenz
Die Quantität der letzten Hebung spielt keine Rolle.
Ein ritter so gelêret was

×  |  ×́ ×  |  ×́ ×  |  ×́ ×  |  ×́ ^  ‖ 

daz er an den buochen las

 |  ×́ ×  |  ×́ ×  |  ×́ ×  |  ×́ ^  ‖ 
Zweisilbig männlich volle Kadenz
Bedingung: Die letzte betonte Silbe (vorletzte Silbe des Verses=Paenultima) muss kurz und offen sein.
Und erlɶse sich dâ mite

 |  ×́ ×  |  ×́ ×  |  ×́ ×  |  ◡́ ◡ ^  ‖ 

Swer vür des andern schulde bite

×  |  ×́ ×  |  ×́ ×  |  ×́ ×  |  ◡́ ◡ ^  ‖ 
Zweisilbig weiblich volle Kadenz
Bedingung: Die letzte betonte Silbe muss lang sein.
Ich lobe got der sîner güete,

×  |  ×́ ×  |  ×́ ×  |  ×́ ×  |  ×́ ×  ‖ 

daz er mir ie verlêch die sinne.

×  |  ×́ ×  |  ×́ ×  |  ×́ ×  |  ×́ ×  ‖ 
Zweisilbig klingende Kadenz
Bedingung: Die Silbe, die den letzten Hauptton trägt, muss lang sein. In der Regel wird die zweisilbig klingende Kadenz bei zweisilbigen Wörtern mit dem Hauptton auf der ersten Silbe angesetzt, z. B. „minne“.
Dienstman was er zẹ Ouwe

 |  ×́ ×  |  ×́ ×  |  ──́  |  ×̀ ^  ‖ 

er nam im manige schouwe

×  |  ×́ ×  |  ◡́ ◡ ×  |  ──́  |  ×̀ ^  ‖ 
Dreisilbig klingende Kadenz
diu schɶne jugent diu lachende.

×  |  ×́ ×  |  ◡́ ◡ ×  |  ×́ ×  |  ×̀ ^  ‖ 

Sus ritens ir mære machende

×  |  ◡́ ◡ ×  |  ×́ ×  |  ×́ ×  |  ×̀ ^  ‖ 
Stumpfe Kadenz
In dieser Kadenz pausiert nicht nur ein Taktteil, sondern darüber hinaus auch ein ganzer weiterer Takt. Die stumpfe Kadenz basiert auf der metrischen Theorie, dass immer vier Takte je Vers angestrebt wurden. In der Zeichensprache gestaltet sich eine stumpfe Kadenz beispielsweise folgendermaßen:
 …  |  ×́ ^  |  ^ ^

## Elision und Aphärese
Wenn die Alternation durch eine zu große Anzahl von Silben unterbrochen würde, haben die mhd. Dichter häufig Silben durch Verschmelzungen oder Wortkürzungen getilgt.
Außerdem gibt es Maßnahmen, die vom Leser gewählt werden können:
Mit einer Elision kann der Leser ein unbetontes /-e/ im Auslaut tilgen, Voraussetzung dafür ist, dass das nachfolgende Wort mit einem Vokal beginnt. Eine Elision wird durch Unterpungierung markiert. Beispiel: begundẹ er; dâhtẹ er.
Des Weiteren kann ein anlautender Vokal getilgt werden, sofern das vorhergehende Wort mit einem Langvokal endet. In diesem Fall spricht man von einer Aphärese. Beispiel: nû ẹnist; dô ịch.

## Fugung
Mit dem Zusammenhang der Verse über die Versgrenze hinaus beschäftigt sich die Fugung. Bei einer synaptischen Fugung geht ein Vers bruchlos ohne fühlbaren Einschnitt in den folgenden Vers über, der regelmäßige Wechsel von Hebung und Senkung wird also nicht unterbrochen.
Im folgenden Beispiel folgt auf die Hebung am Ende des ersten Verses eine Senkung im Auftakt des zweiten Verses.
Dienstman was er zẹ Ouwe

 |  × ́ ×  |  × ́ ×  |  ── ́  |  × ́ ^ ‖ 

er nam im manige schouwe

×  |  × ×  |  ◡ ́ ◡ ×  |  ── ́  |  × ́ ^  ‖ 
Bei ungefugten Versen spricht man von Asynaphie, da an der Versgrenze entweder zwei Hebungen oder zwei Senkungen aufeinanderstoßen. Somit wird der regelmäßige Wechsel von Hebung und Senkung unterbrochen.
In diesem Beispiel für Asynaphie stoßen beim Versübergang zwei Hebungen aufeinander.
Ein ritter so gelêret was

×  |  × ́ ×  |  × ́ ×  |  × ́ ×  |  × ́ ^ ‖ 

daz er an den buochen las

 |  × ́ ×  |  × ́ ×  |  × ́ ×  |  × ́ ^ ‖ 